# Verein für Laufspiele Sportfreunde Lotte von 1929 2016-2017
Questa voce raccoglie le informazioni riguardanti il Verein für Laufspiele Sportfreunde Lotte von 1929 nelle competizioni ufficiali della stagione 2016-2017.

## Stagione
Nella stagione 2016-2017 il Sportfreunde Lotte, allenato da Ismail Atalan, concluse il campionato di 3. Liga al 12º posto. In Coppa di Germania il Sportfreunde Lotte fu eliminato ai quarti di finale dal Borussia Dortmund.

## Rosa
| N. |                     | Ruolo | Calciatore         |
| -- | ------------------- | ----- | ------------------ |
| 1  | Germania (bandiera) | P     | David Buchholz     |
| 3  | Germania (bandiera) | C     | Tim Wendel         |
| 4  | Germania (bandiera) | D     | Gerrit Nauber      |
| 5  | Germania (bandiera) | D     | Matthias Rahn      |
| 6  | Germania (bandiera) | C     | Tim Gorschlüter    |
| 7  | Germania (bandiera) | C     | Alexander Hettich  |
| 8  | Polonia (bandiera)  | C     | André Dej          |
| 9  | Germania (bandiera) | A     | Saliou Sané        |
| 10 | Germania (bandiera) | A     | Bernd Rosinger     |
| 11 | Germania (bandiera) | A     | Luka Tankulić      |
| 14 | Polonia (bandiera)  | C     | Patrick Schikowski |
| 15 | Germania (bandiera) | C     | Moritz Heyer       |
| 16 | Germania (bandiera) | D     | Nico Neidhart      |

| N. |                       | Ruolo | Calciatore            |
| -- | --------------------- | ----- | --------------------- |
| 17 | Germania (bandiera)   | C     | Nico Granatowski      |
| 19 | Germania (bandiera)   | A     | Kevin Freiberger      |
| 20 | Portogallo (bandiera) | C     | Kevin Pires-Rodrigues |
| 21 | Germania (bandiera)   | D     | Phillipp Steinhart    |
| 22 | Germania (bandiera)   | D     | Dennis Engel          |
| 23 | Germania (bandiera)   | D     | Alexander Langlitz    |
| 24 | Polonia (bandiera)    | A     | Jarosław Lindner      |
| 25 | Germania (bandiera)   | D     | Tobias Haitz          |
| 27 | Germania (bandiera)   | C     | Dennis Brock          |
| 30 | Germania (bandiera)   | P     | Benedikt Fernandez    |
| 31 | Germania (bandiera)   | C     | Marcel Kaffenberger   |
| 33 | Germania (bandiera)   | P     | Yannick Zummack       |

## Organigramma societario
Area tecnica
- Allenatore: Ismail Atalan
- Allenatore in seconda: Joseph Laumann
- Preparatore dei portieri: Bastian Görrissen
- Preparatori atletici: Chris Löffler

## Calciomercato

### Sessione estiva
| Acquisti | Acquisti            | Acquisti              | Acquisti |
| R.       | Nome                | da                    | Modalità |
| -------- | ------------------- | --------------------- | -------- |
| A        | Jarosław Lindner    | Wehen Wiesbaden       |          |
| C        | Marcel Kaffenberger | Chemnitz              |          |
| P        | David Buchholz      | Homburg               |          |
| D        | Dennis Engel        | Oldenburg             |          |
| C        | Patrick Schikowski  | Rot-Weiß Erfurt II    |          |
| D        | Phillipp Steinhart  | Bayern Monaco         |          |
| P        | Yannick Zummack     | Eintracht Francoforte |          |

| Cessioni | Cessioni          | Cessioni        | Cessioni |
| R.       | Nome              | a               | Modalità |
| -------- | ----------------- | --------------- | -------- |
| C        | Daniel Latkowski  | Wiedenbrück     |          |
| D        | Jeron Al-Hazaimeh | Preußen Münster |          |
| P        | Dominik Bergdorf  | Offenburger     |          |

### Sessione invernale
| Acquisti | Acquisti    | Acquisti      | Acquisti |
| R.       | Nome        | da            | Modalità |
| -------- | ----------- | ------------- | -------- |
| A        | Saliou Sané | Holstein Kiel |          |

| Cessioni | Cessioni     | Cessioni | Cessioni |
| R.       | Nome         | a        | Modalità |
| -------- | ------------ | -------- | -------- |
| A        | Semih Dağlar | Hammer   |          |

## Risultati

### 3. Liga

#### Girone di andata
| Arbitro: | Schröder |

|  |           |                                 |
|  | Marcatori | 20’ Rosinger 71’ Dej 85’ Nauber |

| Lotte 6 agosto 2016, ore 14:00 CEST 2ª giornata | Sportfreunde Lotte | 0 – 0 referto | Wehen Wiesbaden | FRIMO Stadion (1 639 spett.)\| Arbitro: \| Steinhaus-Webb \| |
| Arbitro:                                        | Steinhaus-Webb     |               |                 |                                                              |

| Arbitro: | Schlager |

|                                   |           |                     |
| Harder 4’ Fetsch 81’ Lewerenz 90’ | Marcatori | 70’ Pires-Rodrigues |

| Arbitro: | Kampka |

|                             |           |                          |
| Freiberger 33’ Neidhart 67’ | Marcatori | 75’ (rig.), 79’ Kammlott |

| Arbitro: | Reichel |

|  |           |            |
|  | Marcatori | 90’ Nauber |

| Arbitro: | Müller |

|                                                |           |                            |
| Freiberger 44’ Pires-Rodrigues 55’ Lindner 90’ | Marcatori | 40’ (aut.) Rahn 42’ George |

| Arbitro: | Osmanagic |

|                    |           |                                            |
| Gebhart 56’ (rig.) | Marcatori | 16’ Neidhart 63’ Freiberger 90’ (rig.) Dej |

| Arbitro: | Schwermer |

|                              |           |                  |
| Freiberger 20’ Steinhart 66’ | Marcatori | 36’ (rig.) Röser |

| Arbitro: | Petersen |

|                              |           |  |
| Gjasula 40’ (rig.) Röser 88’ | Marcatori |  |

| Arbitro: | Aytekin |

|  |           |                 |
|  | Marcatori | 31’ Schleusener |

| Arbitro: | Kempter |

|                  |           |                |
| Ojala 11’ (rig.) | Marcatori | 15’ Freiberger |

| Arbitro: | Winkmann |

|              |           |  |
| Rosinger 73’ | Marcatori |  |

| Arbitro: | Gerach |

|  |           |             |
|  | Marcatori | 53’ Dahmani |

| Arbitro: | Mix |

|           |           |            |
| Göbel 39’ | Marcatori | 87’ Wendel |

| Arbitro: | Cortus |

|                                                          |           |  |
| Freiberger 6’, 29’ Dej 31’, 51’ (rig.) Rosinger 82’, 90’ | Marcatori |  |

| Arbitro: | Rohde |

|                            |           |  |
| Wriedt 15’ Savran 26’, 65’ | Marcatori |  |

| Arbitro: | Schröder |

|  |           |                       |
|  | Marcatori | 9’ Albutat 52’ Janjić |

| Arbitro: | Osmanagic |

|  |           |                        |
|  | Marcatori | 56’ Dej 88’ Freiberger |

| Arbitro: | Reichel |

|            |           |                               |
| Nauber 81’ | Marcatori | 47’ Beck 49’ Düker 90’ Chahed |

#### Girone di ritorno
| Arbitro: | Mix |

|            |           |                        |
| Wendel 47’ | Marcatori | 45’ Rother 45’ Verlaat |

| Arbitro: | Stegemann |

|  |           |                          |
|  | Marcatori | 17’, 47’ Lindner 76’ Dej |

| Lotte 28 marzo 2017, ore 19:00 CEST 22ª giornata | Sportfreunde Lotte | 0 – 0 referto | Holstein Kiel | FRIMO Stadion (1 967 spett.)\| Arbitro: \| Koslowski \| |
| Arbitro:                                         | Koslowski          |               |               |                                                         |

| Arbitro: | Kornblum |

|  |           |                              |
|  | Marcatori | 77’, 89’ Sané 86’ Freiberger |

| Arbitro: | Günsch |

|                                                    |           |  |
| Nauber 23’ Neidhart 63’ Pires-Rodrigues 76’ (rig.) | Marcatori |  |

| Arbitro: | Schwermer |

|                                  |           |  |
| Geipl 59’ (rig.) Rahn 89’ (aut.) | Marcatori |  |

| Arbitro: | Ittrich |

|                          |           |  |
| Heyer 17’ Freiberger 55’ | Marcatori |  |

| Arbitro: | Winter |

|                       |           |  |
| Jüllich 12’ Röser 89’ | Marcatori |  |

| Lotte 19 marzo 2017, ore 14:00 CET 28ª giornata | Sportfreunde Lotte | 0 – 0 referto | Hallescher | FRIMO Stadion (1 789 spett.)\| Arbitro: \| Perl \| |
| Arbitro:                                        | Perl               |               |            |                                                    |

| Arbitro: | Müller |

|                           |           |  |
| Stark 23’ (rig.) Bahn 38’ | Marcatori |  |

| Arbitro: | Müller |

|  |           |                      |
|  | Marcatori | 17’ Müller 33’ Menig |

| Arbitro: | Kempter |

|                 |           |  |
| Al-Hazaimeh 87’ | Marcatori |  |

| Arbitro: | Mix |

|                                            |           |  |
| Andersen 21’ Pazurek 75’ Alibaz 86’ (rig.) | Marcatori |  |

| Arbitro: | Heft |

|                     |           |           |
| Engel 43’ Heyer 80’ | Marcatori | 18’ Göbel |

| Arbitro: | Schröder |

|                                            |           |            |
| Zolinski 7’ Sebastian 72’ (rig.) Soyak 82’ | Marcatori | 67’ Nauber |

| Lotte 29 aprile 2017, ore 14:05 CEST 35ª giornata | Sportfreunde Lotte | 0 – 0 referto | Osnabrück | FRIMO Stadion (9 318 spett.)\| Arbitro: \| Kampka \| |
| Arbitro:                                          | Kampka             |               |           |                                                      |

| Arbitro: | Fritsch |

|             |           |          |
| Onuegbu 90’ | Marcatori | 70’ Sané |

| Arbitro: | Bläser |

|                                 |           |                                        |
| Lindner 21’, 35’ Schikowski 89’ | Marcatori | 14’ Slišković 53’ Halimi 58’ Lohkemper |

| Arbitro: | Schlager |

|                       |           |  |
| Niemeyer 64’ Kath 68’ | Marcatori |  |

### Coppa di Germania
| Arbitro: | Dietz |

|                 |           |               |
| Rahn 8’ Dej 54’ | Marcatori | 45’ Junuzović |

| Arbitro: | Stark |

|                                                   |                      |                                                         |
| Hilbert 47’ (aut.) Freiberger 105’                | Marcatori            | 25’, 95’ Volland                                        |
| Nauber Freiberger Steinhart Dej Langlitz Tankulić | Tiri di rigore 4 – 3 | Aránguiz Havertz Volland Hilbert Wendell Baumgartlinger |

| Arbitro: | Dingert |

|                            |           |  |
| Lindner 28’ Freiberger 58’ | Marcatori |  |

| Arbitro: | Brych |

|  |           |                                        |
|  | Marcatori | 57’ Pulisic 66’ Schürrle 83’ Schmelzer |

## Statistiche

### Statistiche di squadra
| Competizione      | Punti | In casa | In casa | In casa | In casa | In casa | In casa | In trasferta | In trasferta | In trasferta | In trasferta | In trasferta | In trasferta | Totale | Totale | Totale | Totale | Totale | Totale | DR |
| Competizione      | Punti | G       | V       | N       | P       | Gf      | Gs      | G            | V            | N            | P            | Gf           | Gs           | G      | V      | N      | P      | Gf     | Gs     | DR |
| ----------------- | ----- | ------- | ------- | ------- | ------- | ------- | ------- | ------------ | ------------ | ------------ | ------------ | ------------ | ------------ | ------ | ------ | ------ | ------ | ------ | ------ | -- |
| 3. Liga           | 48    | 19      | 7       | 6       | 6       | 26      | 20      | 19           | 6            | 3            | 10           | 20           | 27           | 38     | 13     | 9      | 16     | 46     | 47     | -1 |
| Coppa di Germania | -     | 4       | 2       | 1       | 1       | 6       | 6       | 0            | 0            | 0            | 0            | 0            | 0            | 4      | 2      | 1      | 1      | 6      | 6      | 0  |
| Totale            | 48    | 23      | 9       | 7       | 7       | 32      | 26      | 19           | 6            | 3            | 10           | 20           | 27           | 42     | 15     | 10     | 17     | 52     | 53     | -1 |

### Andamento in campionato
| Giornata  | 1 | 2 | 3 | 4 | 5 | 6 | 7 | 8 | 9 | 10 | 11 | 12 | 13 | 14 | 15 | 16 | 17 | 18 | 19 | 20 | 21 | 22 | 23 | 24 | 25 | 26 | 27 | 28 | 29 | 30 | 31 | 32 | 33 | 34 | 35 | 36 | 37 | 38 |
| --------- | - | - | - | - | - | - | - | - | - | -- | -- | -- | -- | -- | -- | -- | -- | -- | -- | -- | -- | -- | -- | -- | -- | -- | -- | -- | -- | -- | -- | -- | -- | -- | -- | -- | -- | -- |
| Luogo     | T | C | T | C | T | C | T | C | T | C  | T  | C  | C  | T  | C  | T  | C  | T  | C  | C  | T  | C  | T  | C  | T  | C  | T  | C  | T  | C  | T  | T  | C  | T  | C  | T  | C  | T  |
| Risultato | V | N | P | N | V | V | V | V | P | P  | N  | V  | P  | N  | V  | P  | P  | V  | P  | P  | V  | N  | V  | V  | P  | V  | P  | N  | P  | P  | P  | P  | V  | P  | N  | N  | N  | P  |
| Posizione | 1 | 4 | 8 | 7 | 5 | 4 | 1 | 1 | 2 | 2  | 3  | 3  | 3  | 4  | 2  | 4  | 7  | 5  | 8  | 9  | 7  | 7  | 4  | 3  | 4  | 3  | 3  | 5  | 6  | 9  | 9  | 11 | 10 | 11 | 13 | 12 | 12 | 12 |

Legenda:

Luogo: C = Casa; T = Trasferta. Risultato: V = Vittoria; N = Pareggio; P = Sconfitta.

### Statistiche dei giocatori
| Giocatore          | 3. Liga  | 3. Liga | 3. Liga     | 3. Liga    | Coppa di Germania | Coppa di Germania | Coppa di Germania | Coppa di Germania | Totale   | Totale | Totale      | Totale     |
| Giocatore          | Presenze | Reti    | Ammonizioni | Espulsioni | Presenze          | Reti              | Ammonizioni       | Espulsioni        | Presenze | Reti   | Ammonizioni | Espulsioni |
| ------------------ | -------- | ------- | ----------- | ---------- | ----------------- | ----------------- | ----------------- | ----------------- | -------- | ------ | ----------- | ---------- |
| D. Brock           | 14       | 0       | 1           | 0          | 1                 | 0                 | 0                 | 0                 | 15       | 0      | 1           | 0          |
| D. Buchholz        | 1        | 0       | 0           | 0          | 0                 | 0                 | 0                 | 0                 | 1        | 0      | 0           | 0          |
| S. Dağlar          | 1        | 0       | 0           | 0          | 0                 | 0                 | 0                 | 0                 | 1        | 0      | 0           | 0          |
| A. Dej             | 34       | 6       | 8           | 0          | 4                 | 1                 | 0                 | 0                 | 38       | 7      | 8           | 0          |
| D. Engel           | 5        | 1       | 1           | 0          | 0                 | 0                 | 0                 | 0                 | 5        | 1      | 1           | 0          |
| B. Fernandez       | 37       | 0       | 1           | 0          | 4                 | 0                 | 0                 | 0                 | 41       | 0      | 1           | 0          |
| K. Freiberger      | 37       | 10      | 1           | 0          | 4                 | 2                 | 0                 | 0                 | 41       | 12     | 1           | 0          |
| T. Gorschlüter     | 11       | 0       | 5           | 0          | 2                 | 0                 | 1                 | 0                 | 13       | 0      | 6           | 0          |
| N. Granatowski     | 14       | 0       | 4           | 1          | 0                 | 0                 | 0                 | 0                 | 14       | 0      | 4           | 1          |
| T. Haitz           | 0        | 0       | 0           | 0          | 0                 | 0                 | 0                 | 0                 | 0        | 0      | 0           | 0          |
| A. Hettich         | 4        | 0       | 0           | 0          | 0                 | 0                 | 0                 | 0                 | 4        | 0      | 0           | 0          |
| M. Heyer           | 33       | 2       | 8           | 0          | 4                 | 0                 | 0                 | 0                 | 37       | 2      | 8           | 0          |
| M. Kaffenberger    | 13       | 0       | 4           | 0          | 1                 | 0                 | 0                 | 0                 | 14       | 0      | 4           | 0          |
| A. Langlitz        | 30       | 0       | 14          | 0          | 4                 | 0                 | 2                 | 0                 | 34       | 0      | 16          | 0          |
| J. Lindner         | 31       | 5       | 3           | 0          | 2                 | 1                 | 0                 | 0                 | 33       | 6      | 3           | 0          |
| G. Nauber          | 37       | 5       | 8           | 0          | 4                 | 0                 | 0                 | 0                 | 41       | 5      | 8           | 0          |
| N. Neidhart        | 34       | 3       | 11          | 1          | 4                 | 0                 | 0                 | 0                 | 38       | 3      | 11          | 1          |
| K. Pires-Rodrigues | 25       | 3       | 11          | 0          | 4                 | 0                 | 2                 | 0                 | 29       | 3      | 13          | 0          |
| M. Rahn            | 20       | 0       | 10          | 3          | 4                 | 1                 | 2                 | 0                 | 24       | 1      | 12          | 3          |
| B. Rosinger        | 28       | 4       | 7           | 0          | 4                 | 0                 | 1                 | 0                 | 32       | 4      | 8           | 0          |
| S. Sané            | 18       | 3       | 3           | 0          | 1                 | 0                 | 0                 | 0                 | 19       | 3      | 3           | 0          |
| P. Schikowski      | 7        | 1       | 0           | 0          | 0                 | 0                 | 0                 | 0                 | 7        | 1      | 0           | 0          |
| P. Steinhart       | 30       | 1       | 7           | 0          | 3                 | 0                 | 1                 | 0                 | 33       | 1      | 8           | 0          |
| L. Tankulić        | 28       | 0       | 2           | 0          | 3                 | 0                 | 0                 | 0                 | 31       | 0      | 2           | 0          |
| T. Wendel          | 33       | 2       | 8           | 3          | 3                 | 0                 | 1                 | 1                 | 36       | 2      | 9           | 4          |
| Y. Zummack         | 0        | 0       | 0           | 0          | 0                 | 0                 | 0                 | 0                 | 0        | 0      | 0           | 0          |